# Eriachne glabrata
Eriachne glabrata är en gräsart som först beskrevs av Joseph Henry Maiden, och fick sitt nu gällande namn av William Hartley. Eriachne glabrata ingår i släktet Eriachne och familjen gräs. Inga underarter finns listade i Catalogue of Life.